# Liste von Fließgewässern in Dänemark
Die Liste von Fließgewässern in Dänemark enthält eine Auswahl an Fließgewässern (dänisch Vandløb) im eigentlichen Staatsgebiet von Dänemark (ohne Färöer und Grönland). Die Bezeichnung Fluss (dän. Flod) wird für Fließgewässer in Dänemark nicht verwendet, auch wenn einige Auen/Bäche (dän. Å) in Jütland die Größe eines Flusses haben. Die Gesamtlänge der dänischen Fließgewässer beläuft sich auf ungefähr 69.000 km, davon machen den Hauptanteil kleinere Wasserläufe, Bäche und Wassergräben mit einer Breite von weniger als 2,5 m am Boden aus.
| Nr. | Fließgewässer | Länge  | Mündung                                                        | Region                                         | Geokoordinaten (Mündung)         |
| --- | ------------- | ------ | -------------------------------------------------------------- | ---------------------------------------------- | -------------------------------- |
| 1.  | Gudenå        | 158 km | Randers Fjord, Kattegat, Ostsee                                | Ostjütland                                     | 56° 27′ 24,8″ N, 10° 2′ 31,6″ O  |
| 2.  | Storå         | 104 km | Nissum Fjord, Nordsee                                          | Westjütland                                    | 56° 19′ 18,2″ N, 8° 18′ 4,9″ O   |
| 3.  | Varde Å       | 99 km  | Ho Bugt, Nordsee                                               | Westjütland                                    | 55° 34′ 39,2″ N, 8° 18′ 52,5″ O  |
| 4.  | Skjern Å      | 94 km  | Skjern å delta, Ringkøbing Fjord, Nordsee                      | Westjütland                                    | 55° 55′ 50,3″ N, 8° 32′ 23,9″ O  |
| 5.  | Suså          | 83 km  | Karrebæk Fjord, Karrebæksminde Bugt, Smålandsfarvandet, Ostsee | Seeland                                        | 55° 11′ 51,5″ N, 11° 44′ 43,2″ O |
| 6.  | Karup Å       | 78 km  | Skive Fjord, Limfjord                                          | Westjütland                                    | 56° 33′ 49,1″ N, 9° 3′ 18,2″ O   |
| 7.  | Vidå          | 68 km  | Sylt-Rømø-Wattenmeerbucht, Wattenmeer (Nordsee)                | Südjütland                                     | 54° 57′ 46,2″ N, 8° 39′ 38,7″ O  |
| 8.  | Ribe Å        | 67 km  | Knudedyb, Wattenmeer (Nordsee)                                 | Südjütland                                     | 55° 20′ 31,8″ N, 8° 39′ 55,2″ O  |
| 9.  | Kongeå        | 65 km  | Knudedyb, Wattenmeer (Nordsee)                                 | Grenze zwischen Nørrejylland und Sønderjylland | 55° 22′ 48″ N, 8° 38′ 34,9″ O    |
| 10. | Odense Å      | 53 km  | Odense-Fjord, Kattegat, Ostsee                                 | Fünen                                          | 55° 26′ 13,3″ N, 10° 25′ 22,4″ O |

## Sonstige Fließgewässer (Auswahl)
- Aarhus Å (32–40 km)
- Hadsten Lilleå (34 km)